# Mandirajakulon
Mandirajakulon este un sat din Indonezia. Are o populație de 5.654 locuitori.